# 口羽通平
口羽 通平（くちば みちひら）は、戦国時代から安土桃山時代にかけての武将。毛利氏の重臣・口羽通良の長男である口羽広通の嫡男。

## 生涯
永禄5年（1562年）、毛利氏の重臣である口羽通良の長男・口羽広通の子として生まれ、毛利輝元に仕える。
父・広通は天正6年（1578年）の4月から7月にかけて行われた上月城の戦いの最中である4月24日に死去し、その後を継いだ。
天正13年（1585年）の四国征伐においては小早川隆景の軍に加わり、伊予国へ出陣した。同年7月15日、金子元宅の守る高尾城攻撃において児玉元言が真鍋家綱を討ち取る武功を立てたことに対し、通平は10月4日に元言に書状を送り賞賛している。
天正20年（1592年）2月15日、安国寺恵瓊、福原広俊、渡辺長、穂井田元清と共に備中国草壁庄横谷の船木山洞松寺に宛てて打渡状を発給した。
同年4月から始まる文禄の役では、叔父の春良と共に毛利輝元に従って朝鮮へ渡海した。しかし、朝鮮では豊臣秀勝をはじめとして慣れない朝鮮の風土から病にかかる者が続出し、輝元や春良も病により開寧に留まることとなる。この事態に対して曲直瀬玄朔が京都から派遣されて豊臣秀勝や輝元らの治療にあたった。曲直瀬玄朔の診療と、開寧に留まっての養生によって輝元の病は幾分快方へと向かったが、春良は同年10月11日に開寧の陣中で病没。翌文禄2年（1593年）3月9日には通平も朝鮮の陣中において32歳で病死し、子の元通が通平の後を継いだ。
子の元通は関ヶ原の敗北後の慶長5年（1600年）の毛利氏の防長移封に従って長門国萩へ移住し、後に江戸詰めとなった。慶長19年（1614年）8月12日に江戸で病死した。若くして死去したため子は無く、その所領は口羽春良次男の元智に引き継がれた。

## 系譜
- 父：口羽広通（?-1578）
- 母：大嶋某の娘
- 正室：深瀬隆兼の娘（?-?）
  - 長男：口羽元通（?-1614）
- 継室：山内元興の娘（?-?）
  - 長女：阿曽沼就郷室（?-?） - 佐世元嘉の養女として阿曽沼就郷に嫁ぐ[1]。
  - 三女：中川元寄室（?-?）
- 側室
  - 次男：末国元貞（?-?） - 初名は口羽長氏。通称は孫吉、与左衛門尉、左馬助。末国元光の養子となる[1]。
- 母不明の子女
  - 次女：梨羽景宗室（?-?） - 佐世元嘉の養女として梨羽景宗に嫁ぐ[1]。